# Дробот, Марк Владимирович
Марк Владимирович Дробот (укр. Марк Володимирович Дробот; род. 29 августа 1986, Шепетовка, Украинская ССР) — украинский актёр. Заслуженный артист Украины (2019).

## Биография
Марк Дробот родился 29 августа в 1986 году в Шепетовке. В 2010 году окончил Киевский театральный институт им. Карпенко-Карого.
С 2005 года работает в Киевском академическом Молодом театре.
В 2015 году за роль Вурма в спектакле «Коварство и любовь» Марк Дробот получил премию «Киевская Пектораль» в номинации «За лучшее исполнение мужской роли второго плана».

## Фильмография
- 2008 — Таинственный остров
- 2009 — Блудные дети — отстающий ученик
- 2009 — Последний кордон — Марк, друг Виктора
- 2010 — Соседи — Серж
- 2010—2013 — Ефросинья (все сезоны) — Эл (Электроник)
- 2011 — Новое платье Королевы — Вел
- 2012 — Порох и дробь — Гоша
- 2013 — Затерянный город
- 2013 — Ловушка — Георгий
- 2014 — Киевский торт — мастер-парикмахер
- 2014 — Гречанка — Алекс
- 2014 — Офицерские жены — Мирослав Саенко
- 2014 — Пляж — Стас
- 2015 — Бессмертник — Геннадий Яковлевич Шапошников
- 2016 — Беженка — Вячеслав
- 2016 — Певица — Олег
- 2016 — Подкидыши — Валерий Грановский
- 2016 — Тройная защита
- 2016 — Забудь и вспомни — Андрей
- 2016 — Хозяйка — Максим, младший сын Алины
- 2016 — Ночь Святого Валентина — Русик
- 2016 — Село на миллион — Денис
- 2016 — Центральная больница — Максим Красовский
- 2017 — Балерина — Арсений
- 2017 — Вторая жизнь Евы — Иннокентий
- 2017 — На краю любви — Олег Прохоров
- 2017 — Танец мотылька — Тарас
- 2017 — Что делает твоя жена? — Руслан
- 2018 — Два полюса любви — Игорь Овсянников
- 2018 — Другая я — Павел Андреевич
- 2018 — По законам военного времени — Фляжников
- 2018 — Сувенир из Одессы — Лафар
- 2018 — Марк + Наталка — Марк
- 2018 — Крепостная — Николай Дорошенко
- 2020 — Исчезающие следы
- 2020 — Доктор Вера — Марк

## Театральные работы
- Грациано — В. Шекспир «Сатисфакция» («Венецианский купец»);
- Арман — Ж. Ануй «Голубка» («Коломба»);
- Антон Цветок — Старицкий «Талант»;
- Игнасио — А. Б. Вальехо «В пылающей тьме»;
- Принц — Л. Разумовской «Русалочка»;
- Зербино — В. Глейзер «Семь желаний Зербино»;
- Слуга — Ф. Шиллер «В моем конце-мое начало» («Мария Стюарт»).

## Ссылка
- Сериал Центральная больница на 1 + 1 стал лучшим сериалом лета
- Сериал Хозяйка на 1 + 1 стал лидером
- Марк Дробот youtube